# (8994) Kashkashian
(8994) Kashkashian (1980 VG) – planetoida z pasa głównego asteroid okrążająca Słońce w ciągu 4,65 lat w średniej odległości 2,78 au. Odkryta 6 listopada 1980 roku.